# Julcán (província)
Julcán é uma província do Peru localizada na região de La Libertad. Sua capital é a cidade de Julcán.

## Distritos da província
- Calamarca
- Carabamba
- Huaso
- Julcán